# 1998 في أوغندا
فيما يلي قوائم الأحداث التي وقعت خلال عام 1998 في أوغندا.

## رياضة
- 1 يناير – دوري السوبر الأوغندي 1998 الفائز نادي ناكيفوبو فيلا.
- 1 يناير – كأس أوغندا 1998 الفائز نادي ناكيفوبو فيلا.

## مواليد

### يناير
- 11 يناير – محمد شعبان لاعب كرة قدم أوغندي.

## وفيات

### يناير
- 1 يناير – إريدادي موكوانغا (مواليد 1943) ملاكم أوغندي.[1]